# Thomas Foley (ski alpin)
Pour les articles homonymes, voir Thomas Foley et Foley.
Thomas Foley (né le 9 novembre 1979 à Kenmare en Irlande) est un skieur alpin irlandais. Il vit et s'entraine à Verbier en Suisse.
Il a représenté l'Irlande aux Jeux olympiques d'hiver de 2006 à Turin, terminant 31e sur 80 de l'épreuve de slalom géant.
La première épreuve internationale à laquelle il participa fut la descente des Championnats de Grande-Bretagne de 1999 qui se déroula en France faute de piste adéquate au Royaume-Uni.
Son meilleur résultat fut une seconde place au championnat d'Écosse de slalom géant disputé à Méribel en France.